# Schismatoglottis matangensis
Schismatoglottis matangensis är en kallaväxtart som beskrevs av S.Y.Wong. Schismatoglottis matangensis ingår i släktet Schismatoglottis och familjen kallaväxter. Inga underarter finns listade.